# Conte di Lytton

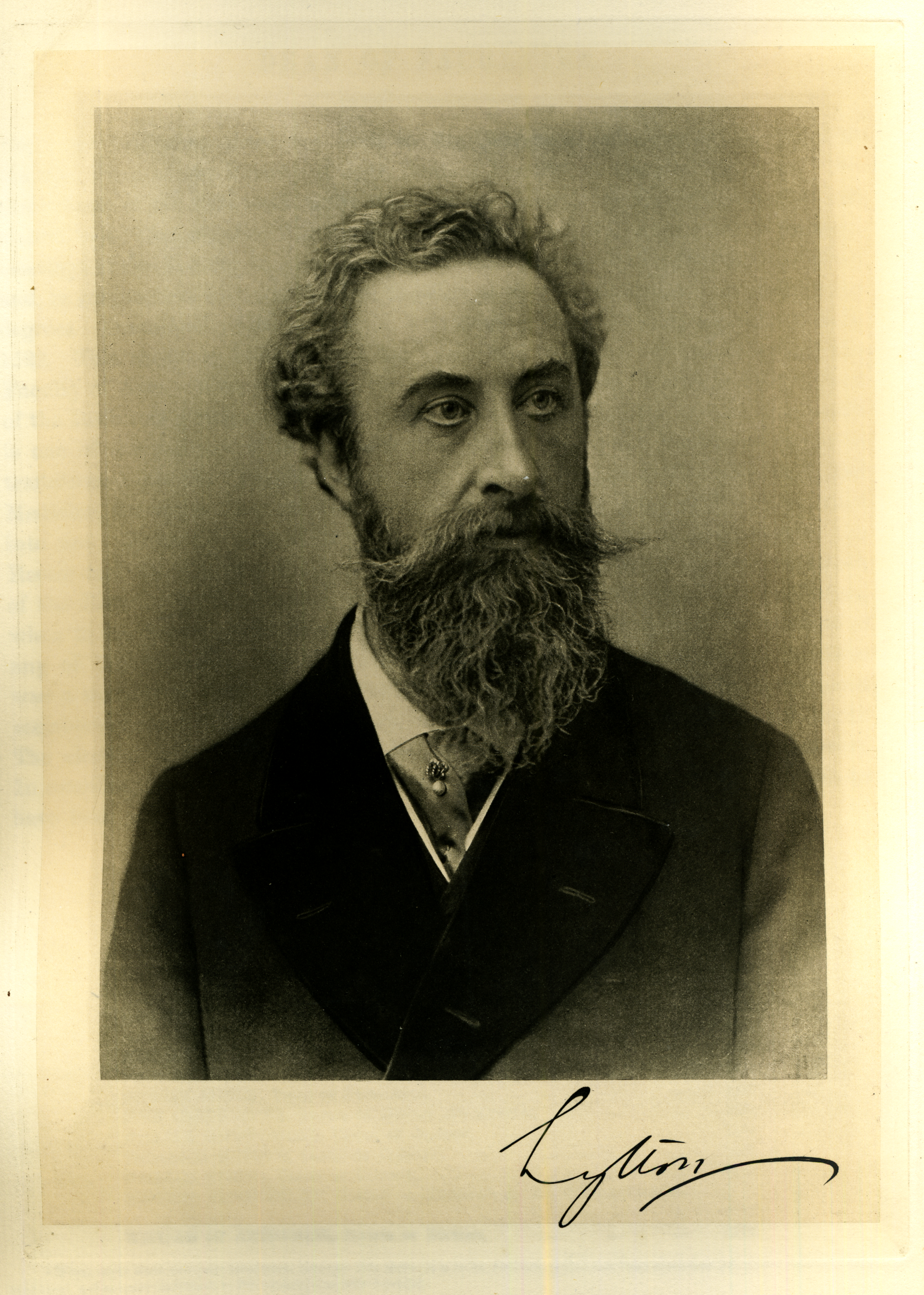
Edward Robert Bulwer-Lytton, I conte di Lytton

Conte di Lytton, nella contea di Derby, è un titolo della Parìa del Regno Unito.

## Storia
Il titolo venne creato nel 1880 per il diplomatico e poeta Robert Bulwer-Lytton, II barone Lytton. Egli fu Viceré d'India dal 1876 al 1880 e ambasciatore inglese in Francia dal 1887 al 1891. Egli ottenne anche i titoli di Visconte Knebworth, di Knebworth nella contea di Hertford. Robert Bulwer-Lytton era inoltre figlio del poeta e politico Edward Bulwer-Lytton, I barone Lytton, il quale era stato autore di numerose novelle popolari, poemi e drammi ed aveva prestato servizio come Segretario di stato per le colonie sotto il governo di Edward Smith-Stanley, XIV conte di Derby dal 1858 al 1859. Edward Bulwer era a sua volta il figlio terzogenito del generale William Earle Bulwer e di sua moglie Elizabeth Barbara, figlia di Richard Warburton Lytton di Knebworth House, Hertfordshire. Egli era già stato creato baronetto di Knebworth House nella contea di Hertford nel 1838 e nel 1866 venne elevato nella Parìa del Regno Unito col rango di Barone Lytton, di Knebworth nella contea di Hertford. Nel 1844 ottenne di poter aggiungere anche il cognome di Lytton.
Il primo conte di Lytton venne succeduto da suo figlio, il secondo conte. Anch'egli fu un politico e prestò servizio come sottosegretario per l'India dal 1920 al 1922 e come Governatore del Bengala dal 1922 al 1927. Lord Lytton sposò Pamela Plowden, ricordata per essere stato il primo grande amore di Winston Churchill. I loro due figli, Antony Bulwer-Lytton, visconte Knebworth, e Alexander Bulwer-Lytton, visconte Knebworth, gli premorirono entrambi. La loro figlia Lady Hermione Lytton sposò Cameron Cobbold, I barone Cobbold. Lord Lytton venne succeduto dal suo fratello minore, il terzo conte, che fu artista paesaggista. Nel 1899 egli sposò Judith Blunt-Lytton, XVI baronessa Wentworth, figlia del poeta Wilfrid Scawen Blunt e di sua moglie Anne, XV baronessa Wentworth e pronipote di Lord Byron. Questo matrimonio venne sciolto nel 1923.
Lord Lytton e Lady Wentworth vennero succeduti dal loro figlio, il IV conte e XVI barone. Egli assunse per decreto anche il cognome di Milbanke nel 1925, ma continuò sino al 1951 ad utilizzare solo i due cognomi principali. Dal 1985 i titoli sono detenuti da suo figlio, V conte.

## Baroni Lytton (1866)
- Edward Bulwer-Lytton, I barone Lytton (1803–1873)
- Edward Robert Bulwer-Lytton, II barone Lytton (1831–1891) (creato Conte di Lytton nel 1880)

## Conti di Lytton (1880)
- Edward Robert Bulwer-Lytton, I conte di Lytton (1831–1891)
- Victor Alexander George Robert Bulwer-Lytton, II conte di Lytton (1876–1947)
  - (Edward) Antony James Bulwer-Lytton, visconte Knebworth (1903-1933)
  - Alexander Edward John Bulwer-Lytton, visconte Knebworth (1910-1942)
- Neville Stephen Bulwer-Lytton, III conte di Lytton (1879–1951)
- Noel Anthony Scawen Lytton-Milbanke, IV conte di Lytton (1900–1985)
- John Peter Michael Scawen Lytton, V conte di Lytton (n. 1950)

L'erede apparente è attualmente il figlio del conte, Philip Anthony Scawen Lytton, visconte Knebworth (n. 1989)